# 권오록
권오록(1935년 ~)은 지방자치제 부활 후 관선제 시절의 마지막 은평구청장이며, 18억원을 기부한 기부 천사로 알려진 인물이다. 2021년 3월 국민훈장 석류장을 받았다. 그는 전임 김병석 구청장이 이전에 관선 구청장을 지낸 서대문구청장 후보로 출마하기 위해 사직하면서 마지막 은평구청장을 지냈다.